# Tråvad
Tråvad è un'area urbana della Svezia situata nel comune di Vara, contea di Västra Götaland.
La popolazione rilevata nel censimento 2010 era di 448 abitanti .